# Nicholas Naumenko
Nicholas Naumenko detto Nick (Chicago, 7 luglio 1974) è un ex hockeista su ghiaccio statunitense, di origini ucraine. Giocava nel ruolo di difensore.

## Carriera
Non ha mai giocato nella National Hockey League pur essendo stato selezionato nel 1992 all'8º giro dai St. Louis Blues (182ª scelta assoluta). Vanta però una lunga carriera nelle più importanti leghe minori statunitensi (AHL e IHL) e nelle leghe giovanili (USHL e NCAA) e per poi tentare in due riprese l'avventura europea, in Germania e in Svizzera.

### In Nordamerica
In AHL ha giocato 333 partite realizzando 49 reti e 136 assist per complessivi 185 punti. In carriera sono 745 le partite giocate con 498 punti realizzati (125 goal e 373 assist) e ben 695 minuti di penalità. La sua migliore stagione è stata la 2001/2002 in AHL con la maglia dei Portland Pirates dove in 75 incontri ha totalizzato 50 punti, 15 gol e 35 assist.

### In Europa
In Europa Nick Naumenko ha giocato nella stagione 2002/2003 in Germania nella Deutsche Eishockey Liga (DEL) con la maglia degli Adler Mannheim. 39 le partite giocate e 23 i punti realizzati, 6 reti e 17 assist.
La seconda avventura è cominciata nel novembre 2006 quando l'Hockey Club Ambrì-Piotta propose un contratto a Naumenko. Nella prima stagione con la maglia biancoblù Nick ha disputato 29 partite di stagione regolare e segnato 7 reti e fornito 20 assist decisivi. Naumenko ha avuto anche l'onore di partecipare all'80ª edizione della Coppa Spengler con la maglia dell'HC Davos, mettendosi in evidenza con 2 reti in 3 incontri.
Naumenko rimase in Leventina fino al termine della stagione 2008-2009, prima di passare ai SCL Tigers, ultima squadra prima del ritiro dall'attività agonistica.